# The Best of BTS (Japan Edition)
Pour les articles homonymes, voir The Best of BTS.
Albums de BTS
Wings
(2016) The Best of BTS (Korea Edition)
(2017)
The Best of BTS (Japan Edition) (titre original : The Best of 防弾少年団 - Japan Edition -) est la deuxième compilation japonaise du boys band sud-coréen BTS sorti le 6 janvier 2017 au Japon.
Cette compilation reprend des chansons japonaises de BTS sorties de 2014 à 2016. Un DVD contenant des clips vidéos ainsi qu'un making-of est inclus dans une version deluxe en édition limitée.
Le même jour sort The Best of BTS (Korea Edition), une compilation reprenant les chansons coréennes.

## Liste des pistes
| 1.  | No More Dream -Japanese Ver.-                              |  |  | 3:42 |
| 2.  | Boy in Luv -Japanese Ver.-                                 |  |  | 3:50 |
| 3.  | Danger -Japanese Ver.-                                     |  |  | 4:05 |
| 4.  | 進撃の防弾 -Japanese Ver.- (Attack on Bangtan)             |  |  | 4:07 |
| 5.  | Miss Right -Japanese Ver.-                                 |  |  | 4:01 |
| 6.  | いいね!Pt.2～あの場所で～ (I Like It Pt 2 ~In That Place~) |  |  | 4:02 |
| 7.  | For You                                                    |  |  | 4:44 |
| 8.  | ホルモン戦争 -Japanese Ver.- (War of Hormone)              |  |  | 4:26 |
| 9.  | I Need U -Japanese Ver.-                                   |  |  | 3:32 |
| 10. | Dope -超ヤベー!- -Japanese Ver.-                           |  |  | 4:01 |
| 11. | Run -Japanese Ver.-                                        |  |  | 3:57 |
| 12. | Fire -Japanese Ver.-                                       |  |  | 3:25 |
| 13. | Save Me -Japanese Ver.-                                    |  |  | 3:19 |
| 14. | Epilogue: Young Forever -Japanese Ver.-                    |  |  | 2:53 |

| 1. | No More Dream -Japanese Ver.- |  |  | 3:51  |
| 2. | Boy in Luv -Japanese Ver.-    |  |  | 3:57  |
| 3. | Danger -Japanese Ver.-        |  |  | 4:13  |
| 4. | For You                       |  |  | 5:07  |
| 5. | I Need U -Japanese Ver.-      |  |  | 3:40  |
| 6. | Run -Japanese Ver.-           |  |  | 3:56  |
| 7. | -Behind The Photo Shooting-   |  |  | 14:48 |

## Historique de sortie
| Pays  | Date           | Format   | Label       |
| ----- | -------------- | -------- | ----------- |
| Japon | 6 janvier 2017 | CD       | Pony Canyon |
| Japon | 6 janvier 2017 | CD + DVD | Pony Canyon |